# Bortolazzi
Bortolazzi è un cognome del patriziato e della nobiltà del Trentino.

## Storia
La famiglia Bortolazzi di Trento proviene da Cornuda di Asolo, nel trevigiano, da dove si era trasferita da Gandino nel bergamasco. 

### Prima generazione
Il primo Bortolazzi nominato nei documenti trentini è Giuseppe di Bortolameo, citato per la prima volta in un documento del 23 aprile 1600. Egli era un mercante e si può presumere che avesse un certo successo, giacché acquistò numerosi possedimenti nel circondario della città, tra i quali nel 1621 una casa con “cortile, broilo, orto e altre comodità” a Vattaro. Nel 1617 Giuseppe Bortolazzi ottenne il diritto di cittadinanza nella città di Trento e nel 1647 venne insignito del grado di Cavaliere del Sacro Romano Impero. Egli ebbe tre mogli; l’ultima, Margherita di Gianbattista Graziadei di Calavino, legò nel suo testamento delle messe da celebrarsi nella chiesa parrocchiale di San Martino a Vattaro, in cui restano diverse testimonianze della famiglia, tra le quali l'altare fattovi erigere dal marito.

### Seconda generazione
Giacomo Antonio (1610-1672), figlio di Giuseppe, rimase unico erede di tutti i beni della famiglia, che aumentò con numerosi acquisti. Nel 1663 i Bortolazzi comprarono una casa anche a Vigolo Vattaro; si tratta forse del palazzo poi acquistato dai conti Bossi Fedrigotti di Borgo Sacco, che si affaccia sulla piazza principale ed è fiancheggiato dalla canonica, riconoscibile dalla meridiana dipinta nel 1825. Anche lui, come il padre, si sposò tre volte. La sua eredità passò ai figli, in particolare a Bartolomeo e Ludovico, i quali dopo aver goduto in comune dell’eredità paterna, si separarono sul finire dell’anno 1700.

### Terza generazione
Bartolomeo (4 aprile 1649-1720) nel 1670 si laureò in “utroque iure” presso l’Università di Padova, si iscrisse poi al Collegio dei Dottori di Trento e rivestì la carica di console cittadino negli anni 1678, 1679, 1683, 1684, 1688. All’inizio del 1689, per nomina del principe vescovo Francesco Alberti Poja, entrò a far parte del Consiglio Aulico, ottenendo per quest’incarico lo stipendio di 900 fiorini annui sino al 1702, anno in cui decise di rinunciare alla retribuzione. L’incarico gli fu conferito, probabilmente, non solo per le proprie capacità personali, ma anche come atto di riconoscenza per i prestiti in denaro concessi dai fratelli Bortolazzi alla Mensa Episcopale, attestati da un documento del 1686. Il 27 settembre 1702 l’imperatore Leopoldo I lo elevò, insieme al fratello Lodovico, al grado di Conte del Sacro Romano Impero, dignità poi confermata, nel dicembre dello stesso anno, dal principe vescovo Giovanni Michele Spaur. I predicati della contea loro assegnata furono quelli “de Villa Vattarej Dominos aq Monte Acquavivae, germanice von Watterdorff und Herr von Brunnenberg”. Lo stemma familiare venne inoltre confermato e arricchito. Alla morte del padre assunse la tutela dei fratelli e rinnovò, per sé e per loro, una società con i fratelli Frigeri indirizzata al commercio della seta, durata circa quattordici anni. Il 5 ottobre 1673 sposò Lucrezia Sardagna, da cui ebbe tre figli: Giacomo Antonio, Barbara e Susanna Teresa, poi monaca. Fu commissario militare episcopale durante la guerra di successione spagnola (1700-1714). L’effigie di Bartolomeo rimane custodita in un austero ritratto visibile nel salone della Villa Bortolazzi all’Acquaviva. Sebbene avesse avuto un solo figlio maschio volle istituire la primogenitura Bortolazzi.
Il fratello Ludovico (11 marzo 1658 – 15 maggio 1734) studiò a Dillingen in Baviera e si trasferì poi a Parma, ove ottenne la laurea in entrambe le leggi il 2 giugno 1678. L’11 novembre 1691 l’imperatore Leopoldo I lo nominò “Famigliare suo domestico”, mentre nel 1702 venne elevato, insieme al fratello Bartolomeo, al grado di Conte del Sacro Romano Impero col predicato di signore di Wattardorf e Prunnenberg (quest’ultimo tratto dai loro possessi all'Acquaviva presso Mattarello). Nel 1714 e nel 1715 ricoprì la carica di capoconsole di Trento. Fu promotore di svariate opere artistiche e architettoniche, dando avvio, insieme ai fratelli, all’ampliamento del palazzo di famiglia “alle Becharie” di Trento; fece affrescare dal pittore Obermüller la villa di Vattaro e commissionò l’altare maggiore della chiesa di S. Pietro a Trento. Sposò la nobile trentina Lucia Cazuffi (1661-1734), ma morì senza eredi.

### Quarta generazione
Giacomo Antonio (8 dicembre 1678 - 25 novembre 1761), figlio di Bartolomeo, si dedicò all’attività di famiglia, la mercatura, commerciando soprattutto in sete. La famiglia possedeva infatti diverse filande. Si dedicò quindi all’attività imprenditoriale, senza mai rivestire cariche pubbliche, intrattenendo a Vienna gli affari di maggior rilevanza. Il 20 agosto 1704 sposò la contessa Teresa Caterina Rosa contessa d’Arsio e di Vasio († 1756), ottenendone un significativo riconoscimento sociale. Quando morì nel 1761, assistito dal celebre padre Giangrisostomo Tovazzi, volle che molti dei suoi beni entrassero a far parte della primogenitura. Egli aveva avuto otto figli, tra i quali tre maschi: Lodovico, Bortolameo e Giuseppe.

### Quinta generazione
L’erede della primogenitura fu Ludovico (17 luglio 1707 - 17 gennaio 1800). Verso il 1735 si recò a Vienna, ove conobbe la prima moglie, la contessa Josepha Hallweil, dama della corte imperiale e della croce stellata. Dopo la morte della prima consorte, dalla quale ebbe dieci figli, convolò a nuove nozze, il 20 agosto 1755, con Elisabetta d’Arco (1731-1783). A questo evento vennero dedicati numerosi componimenti poetici raccolti da Don Pietro Tamburini in un volumetto stampato da Francescantonio Marchesani. Da Elisabetta d’Arco ebbe altri quattordici figli, molti dei quali morti in giovane età. Si rivelò un imprenditore capace ed esperto, tanto da consentire il massimo sviluppo nel commercio della seta già intrapreso dalla famiglia. Nel 1762 venne eletto console, carica riconfermata nel 1763, nel 1764, nel 1769 e 1778. Morì a ben novantatré anni il 17 gennaio 1800. Tra i suoi numerosi figli tre in particolare vanno ricordati: Giovanna Gioseffa, Bortolameo Leopoldo e Gaspare Luigi.
Il fratello Bortolameo, quinto figlio di Giacomo Antonio, nacque l’11 marzo 1710 e intraprese la carriera ecclesiastica, divenendo testimone degli ultimi decenni di vita del Principato Vescovile di Trento. Nel 1741 ottenne un canonicato nella Cattedrale di Trento grazie al sostegno di Bartolomeo Passi, dal 1744 vescovo suffraganeo di Domenico Antonio Thun. Nel giugno del 1764 venne chiamato a far parte del Consiglio Aulico. Ereditò varie proprietà della famiglia, tra le quali il maso del Salè a Povo ed il maso di San Michele all’Adige. Fornì a Benedetto Bonelli due rari codici delle antiche istituzioni sinodali del vescovo di Trento Enrico III di Metz (1310-1336), delle quali lo storico si avvalse per la redazione delle “Notizie istorico-critiche della chiesa di Trento”. Nel 1773, nella Cattedrale di S. Vigilio, fece sostituire l’altare ligneo della Vergine Addolorata con l’altare marmoreo, tuttora visibile, commissionato agli scultori Giuseppe Antonio e Domenico Sartori. Morì il 29 gennaio 1797.

### Sesta generazione
Bartolameo, nato nel 1761, figlio di Ludovico, fu l’erede della primogenitura Bortolazzi. Nel 1794 gli venne concesso il cavalierato dell’Ordine di Santo Stefano, del quale, come emerge dal suo epistolario, era molto orgoglioso, tanto che tenne precisa nota delle spese sostenute per l’acquisto delle sue uniformi di gala, per l'ammontare di 474 scudi. Era inoltre un amante della buona tavola e della letteratura, per le quali non badava a spese; nel 1788 aveva chiesto al Papa la facoltà di poter leggere anche libri inseriti nell'Indice, facoltà che gli venne concessa nel 1789. Sebbene in una delle sue lettere affermi di non avere “molto genio a poetare”, non è da escludere che siano di sua composizione alcune poesie conservate nell'archivio di famiglia, tra le quali un componimento scherzoso dedicato alla "passera". L’uccellagione era del resto uno dei suoi passatempi preferiti, tanto che teneva nota delle catture, con una media di 2.000 capi all’anno. A differenza del fratello Gaspare egli fece tutto il possibile per evitare di far parte della Guardia Nazionale di Trento, fino a sfuggire alla coscrizione. Nelle sue lettere private egli offre testimonianza delle vicende cui il Principato vescovile di Trento fu soggetto in quegli anni e non perde occasione per deplorare i continui passaggi di truppe, i danni, le imposizioni, i turbinosi cambiamenti di governo. Egli tuttavia non solo fu protagonista di una felice missione a Gorizia presso il generale Massena allo scopo di evitare una requisizione, ma pare che fosse anche membro attivo della massoneria trentina. A 52 anni, dopo aver inutilmente cercato di convincere il fratello Gaspare a sposarsi e a continuare la stirpe, visto che l'Ordine di Santo Stefano lo obbligava al celibato, sposò lui stesso Maria Massenza Tomasini, dalla quale ebbe quattro figli: Amato Bortolameo, Elisabetta, Adelaide e Giuseppa.
Gaspare, nato nel 1767, fu capitano della Guardia Nazionale di Trento negli anni dell'occupazione napoleonica 1801 e 1802. La sua compagnia, la compagnia Bortolazzi, è stata ritratta dal pittore Domenico Zeni nel 1806 con il palazzo Bortolazzi di Trento sullo sfondo. Il quadro, di grandi dimensioni, è conservato a Palazzo Geremia a Trento. Nel suo testamento del 1846 lasciò un legato di 20.000 fiorini perché la chiesa di San Pietro a Trento fosse dotata dell’attuale facciata neogotica. La facciata, cominciata prima del 1848 su disegno del marchese Selvatico, professore e direttore dell'Accademia di Belle Arti di Venezia, venne terminata nel 1850.
 

Giovanna Gioseffa, nata nel 1771, era l’ultimogenita di Ludovico; di lei scrive mons. Weber che 
“si abbandonasse agli spassi più che non convenisse ad una donzella di nobile famiglia. Si racconta che dopo aver assistito alle rappresentazioni del teatro in città, sola e in abito virile e armata di pistole, fosse solita cavalcare di mezzanotte fino a Vattaro. Certo è che la sua vivacità od imprudenza giovanile l’aveva compromessa nel 1796 al primo arrivo dei Francesi, sicché al loro avvicinarsi dovette fuggire dalla città e ripararsi a Conegliano presso la sorella monaca Lodovica”.

### Settima generazione
Amato Bortolameo, figlio di Bortolameo, nato nel 1817, morì a 29 anni dopo due soli mesi di matrimonio; egli era l’ultima speranza della casata dei Conti Bortolazzi, che si estinse quindi nel ramo maschile nell'anno 1850 con la morte del padre Bortolameo.

### Eredi
I beni della famiglia passarono ad Adelaide, moglie di Gio. Batta Fogazzaro, imparentato con lo scrittore Antonio Fogazzaro, e a Giuseppa, moglie del nobile commerciante Luigi von Altenburger. All'estinzione della linea maschile Fogazzaro le proprietà non ancora alienate passarono alla famiglia Larcher.

## Proprietà principali e committenze
I Bortolazzi per la costruzione e l’abbellimento delle loro ville, palazzi e cappelle erano soliti avvalersi dell’opera di numerosi artisti e professionisti: con loro lavorarono gli architetti Pietro e Apollonio Somalvico, i pittori trentini Carlo Spaventi e Francesco Marchetti, il modenese Domenico Romani, il veronese Prospero Schiavi, gli scultori di Mori Domenico e Antonio Sartori e molti altri.

### Palazzo Bortolazzi a Trento

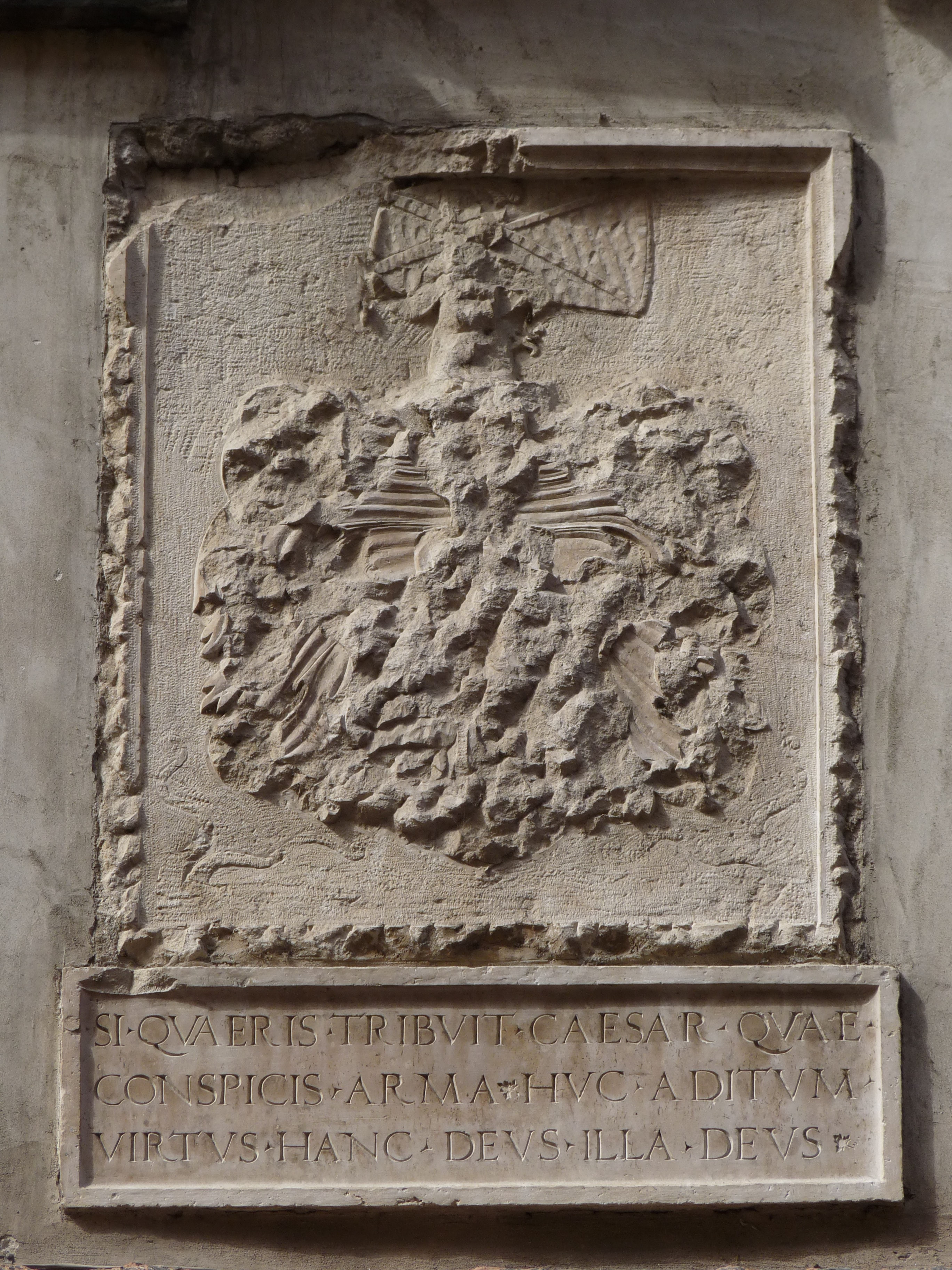
Stemma Bortolazzi sul Palazzo di Trento

Il palazzo, adibito oggi in parte a sede del coro della SOSAT, conserva stanze decorate con soffitti lignei o decorati con stucchi e dipinti e meravigliosi affreschi. 
Il portale di ingresso della sede sosatina, con stemma a stucco dei Bortolazzi, è schiettamente rinascimentale, scolpito a rosette. 
Il salone centrale è fittamente dipinto a motivi architettonici prospettici, simbologici (astrolabi, mappamondi, emblemi delle arti, della guerra), araldici (fra cui gli stemmi dei Bortolazzi e dei d'Arco), esotici (teste di orientali), nature morte, drappeggi. Al centro delle volte a botte è raffigurata una scena mitologica con personaggi musicanti (mandolino e cetra). Fra i fantasiosi portali marmorei barocchi laterali sono figurate in cinque riquadri incorniciati da finti stucchi (tre a sinistra e due a destra), le proprietà e le residenze extraurbane dei Bortolazzi. Sono riconoscibili l'Acquaviva, Vattaro, Pantè di Povo, forse Spini e Lamar di Gardolo. La fastosa decorazione pittorica barocca è attribuita a Carlo Spaventi e alla figlia Domenica. 
La volta della sala vicina (lato est) è altrettanto doviziosamente adornata da stucchi e dipinti. Fa grandi cariatidi, nelle sedici lunette e nei tredici riquadri soprastanti sono incastonate dieci tele (ne mancano tre, che sono state rubate). Al centro del pavimento di massetto alla veneziana è raffigurato un pavone. 
Il pavimento della sala attigua è ligneo con intarsi floreali. Nella sala del Coro è presente un grande caminetto marmoreo, la cui cappa di stucco è fregiata dallo stemma dei Bortolazzi. Nella sala della Direzione il pavimento ligneo è decorato da intarsi fitoformi ed il soffitto da stucchi.
Il palazzo include una cappella dedicata al Simonino.

### Villa Bortolazzi all'Acquaviva
Situata a circa metà strada fra Trento e Rovereto, vicino all'abitato di Mattarello, Villa Bortolazzi all'Acquaviva è circondata da un vasto giardino settecentesco. 
L'edificio, dai contorni semplici e lineari, venne costruito nel 1693 dai comacini Apollonio e Pietro Somalvico. Ornato dal vasto parco, con un ampio viale che corre tra due siepi di bosso e da un giardino decorato da statue di divinità e allegorie, il palazzo conserva una decorazione pittorica ad affresco di gusto settecentesco, con cornici a stucco e partizioni architettoniche realizzate dal pittore trentino Antonio Gresta e dal modenese Domenico Romani. Le sale della villa sono affrescate con scene mitologiche, allegoriche, composizioni araldiche, elaborate architetture prospettiche settecentesche tra le quali va segnalato il salone centrale con l’Apoteosi del Sole tra le figure delle Stagioni, della moglie Neera e delle due figlie che nutrono i cavalli del carro del sole, in un affresco realizzato da Antonio Gresta.
La cappella, dedicata alla Beata Maria Vergine del Carmelo, è impreziosita da dipinti di G. B. Cignaroli e dall’altare attribuito a Giuseppe Antonio Sartori.
In occasione del matrimonio tra Maria Eugenia Bortolazzi e il barone Giovanni Battista Todeschi di Rovereto nel 1795, l’incisore e poeta Giovanni di Dio Galvagni realizzò una dettagliata litografia della villa.
Nel palazzo sostò il 5 settembre 1796 Napoleone Bonaparte prima di fare il suo ingresso a Trento. 
Oggi la struttura ed il giardino vengono affittati per ospitare eventi e matrimoni.

### Palazzo Bortolazzi a Vattaro
Il paese di Vattaro conserva due edifici destinati a residenza privata da membri della famiglia Bortolazzi, che rappresentano gli edifici più importanti e rappresentativi dell'abitato, nel centro storico del paese. 
L'edificio principale, noto come Palazzo Bortolazzi-Fogazzaro, aveva una struttura simile a quella che ancora si conserva all'Acquaviva: la residenza padronale, cinta da alte mura che racchiudevano un ampio parco e una cappella ad uso della famiglia, era affiancata da un ampio viale e da edifici di servizio. Il riquadro a tempera presente nel salone del Palazzo Bortolazzi di Trento mostra infatti il complesso di Vattaro come si presentava all’epoca: circondato da mura merlate, oltre alla villa con l'annessa torretta cilindrica, comprendeva altri edifici: cortili e giardini alberati, la casa delle decime, la chiesetta e la filanda.
L’incarico di ristrutturare e ampliare questa residenza estiva, acquistata nel 1621, fu dato nel 1686 all’architetto Apollonio Somalvico e, alla sua morte, al fratello Pietro. Ai due architetti, provenienti dalla zona di Como e attivi per più di tre decenni in Trentino, era stato affidato tre anni prima anche il compito di progettare una chiesa che la famiglia aveva intenzione di costruire già dal 1646, come si evince dal testamento di Giuseppe Bortolazzi. Iniziata nel 1683, la chiesa fu ultimata e consegnata alla famiglia nel 1694, mentre per la ricostruzione della villa si dovettero attendere ancora alcuni anni: i lavori furono infatti terminati nel 1707.
Nelle sale a pianterreno si possono ammirare, a seguito di un accurato restauro del 1977, tre cicli di affreschi. 

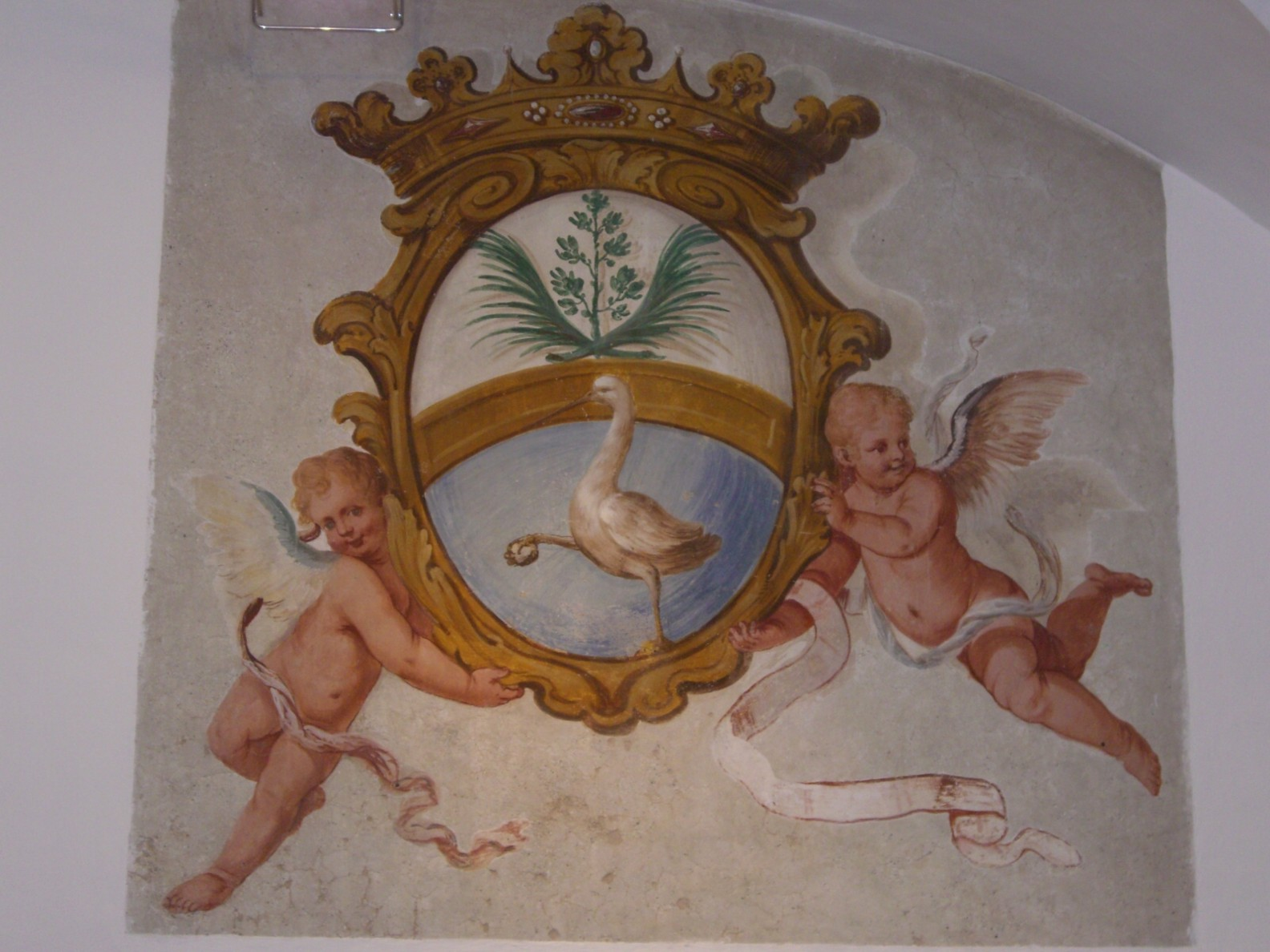
Stemma della famiglia nel Palazzo Bortolazzi di Vattaro.

Sulla parete di fondo della sala da pranzo signorile è stato dipinto, tra due putti che lo sorreggono, lo stemma della famiglia. Nelle sei lunette sui lati lunghi della sala sono stati affrescati, insieme a soggetti mitologici, momenti della vita quotidiana e del lavoro dei signori. Sotto i segni zodiacali che accompagnano la rappresentazione dei mesi e delle stagioni si susseguono scene di lavoro, in casa e in campagna, e di svago (caccia, raccolto, agricoltura, pastorizia, pesca e buona cucina). L’affresco è datato 1700 e firmato Erasmo Antonio Obermüller (Monaco di Baviera 1665 circa - Trento 1710), detto il "Pistoiese".
Nella prima sala a destra è presente, al centro del soffitto, lo stemma di famiglia, mentre nelle lunette che si susseguono lungo le pareti sono state dipinte allegoricamente le età del signore, dall’infanzia alla vecchiaia. In alcune di queste raffigurazioni si possono riconoscere il paesaggio intorno alla villa di Vattaro e piazza Duomo a Trento, luogo delle passeggiate in carrozza del signore. Nel tinello attiguo si trova il terzo ciclo di affreschi dedicato ai quattro elementi: acqua, aria, terra e fuoco. Nel rettangolo del soffitto, tra il sole e la luna, è raffigurato il Padre Eterno. Nella lunetta dedicata alla terra è possibile scorgere nuovamente elementi del paesaggio compresi tra Vattaro e la Vigolana. Due scritte dipinte permettono di stabilire che i due cicli di affreschi dedicati ai quattro elementi e alle età dell’uomo furono commissionati da Lodovico Bortolazzi ed eseguiti rispettivamente nel 1700 e nel 1702.
Dal 1920 fino al 2011 i piani superiori del palazzo sono stati adibiti a sede della scuola elementare, mentre quelli a pianterreno vennero destinati agli uffici comunali. Ora ospitano il punto di lettura della biblioteca. 

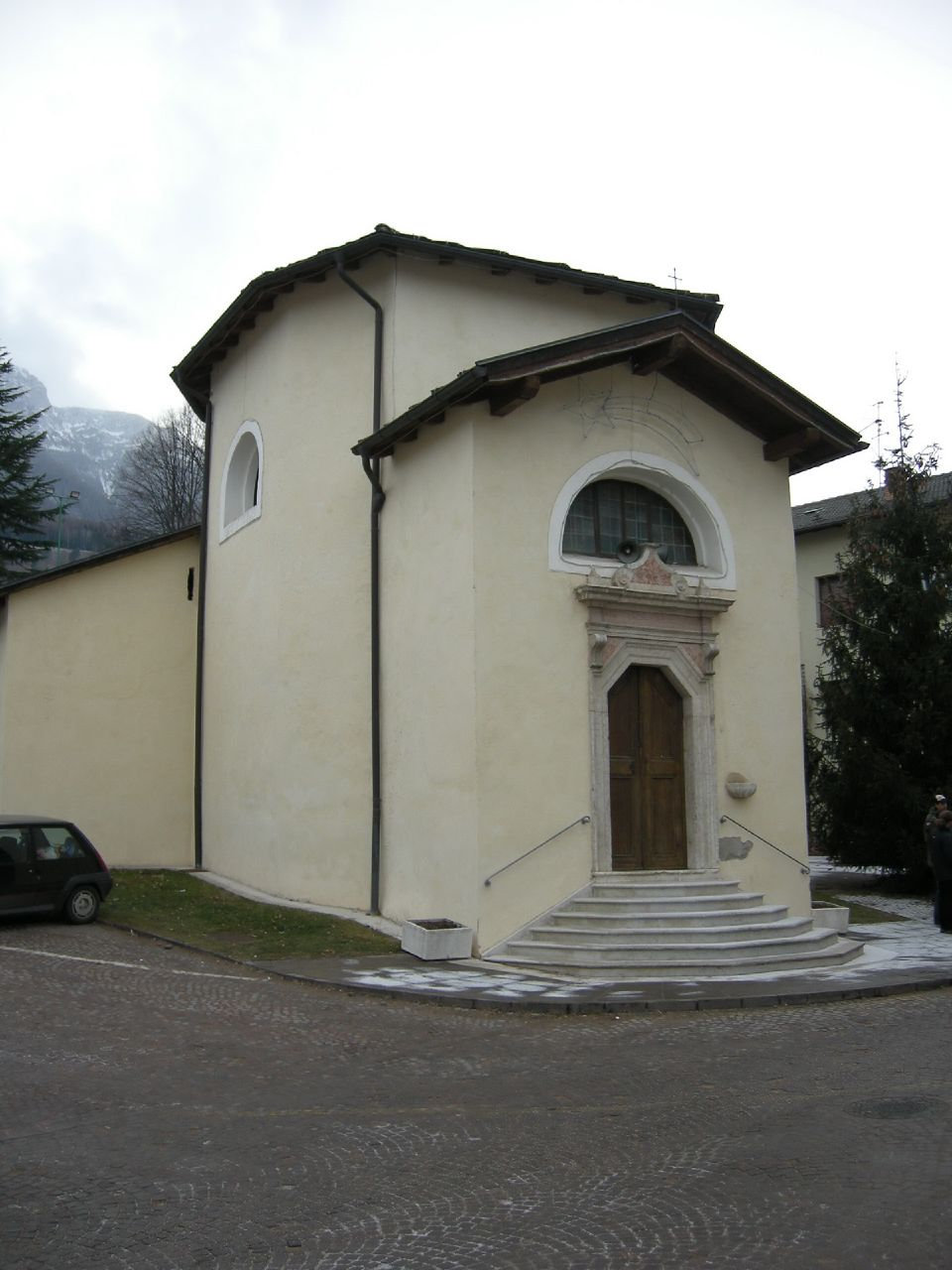
La chiesetta di San Rocco a Vattaro

La chiesetta collegata alla residenza, voluta dalla famiglia Bortolazzi, fu costruita sul sito di una chiesa preesistente di cui si ha notizia in documenti del 1585 e le cui tracce furono ritrovate durante i lavori di restauro del 1987-1989. Alla parte centrale a forma di ottagono che costituisce la navata sono collegati tramite due grandi archi il vestibolo e l'abside rettangolare con volta a crociera; la luce filtra all'interno attraverso tre finestre a lunetta poste sulla facciata e sui lati della navata. Dentro la cappella, lungo i lati, sono collocate entro nicchie decorate le statue di San Francesco, del Sacro Cuore di Gesù, di Santa Chiara e della Madonna del Rosario. Oltre alle statue, nella chiesa di San Rocco si trova un altare ligneo che contiene una pala raffigurante la Madonna con il Bambino e i Santi Rocco e Sebastiano. La pala è opera dell'artista trentino Francesco Marchetti, pittore particolarmente legato ai Bortolazzi, che proprio nel 1688, anno di realizzazione della stessa pala, lasciò per recarsi in Austria e in Boemia. Lo stile del Marchetti ripete gli schemi romani seicenteschi forse appresi durante un soggiorno, peraltro non documentato, a Roma. L'altare ligneo, riccamente intagliato e in origine dorato, viene attribuito per le caratteristiche stilistiche, per la tecnica della lavorazione, per le numerose decorazioni ad intaglio, per le colonne ornate di elementi vegetali, per la presenza di putti in varie posizioni e per altri particolari ancora, alla bottega dei Grober, artisti attivi in varie chiese trentine dell'epoca. Il tabernacolo è stato realizzato molto più tardi, nel 1734. Sopra l'altare, affiancato da quattro angeli, è presente uno stemma della famiglia Bortolazzi. Nel 1955, contestualmente al restauro della chiesa, fu commissionato dal Comune di Vattaro all'artista Marco Bertoldi un affresco raffigurante San Martino a cavallo per la parte centrale della volta. Del 1956 è invece il campanile a vela.
Una seconda casa venne acquistata dal conte Gaspare Bortolazzi, il quale fece porre sulla ringhiera della scalinata esterna uno scudo in metallo con le sue iniziali (C G B). 
Tale abitazione rimase in eredità alla nipote Giuseppina Bortolazzi in Altenburger, la quale la vendette pochi anni dopo al Comune di Vattaro, che la utilizzò per decenni come canonica. Recentemente è stata oggetto di restauri che hanno riportato alla luce eleganti affreschi, ed è sede di uffici comunali e dell'ufficio turistico.
Il palazzo, con la chiesetta di San Rocco e una seconda residenza che affaccia sulla piazza, passate nel 1850 per via ereditaria alle nipoti, furono vendute al Comune di Vattaro nel 1920.

## Arma nobiliare
Campo dello scudo troncato: nel primo di nero, alla rosa di rosso tra due palme incrociate in decusse di verde; nel secondo d'azzurro, alla gru d'argento rivoltata, con la sua vigilanza; alla fascia d'oro sulla troncatura; lo scudo accollato a un'aquila bicipite dell'Impero asburgico.